# Odznaka „Za Zasługi dla Ochrony Przeciwpożarowej”
Odznaka „Za Zasługi dla Ochrony Przeciwpożarowej” – polskie odznaczenie resortowe okresu PRL, ustanowione 27 lutego 1984 roku zarządzeniem Ministra Spraw Wewnętrznych. Zniesiona 1 stycznia 1992 nową ustawą z dnia 24 sierpnia 1991 r. o Państwowej Straży Pożarnej

## Charakterystyka
Odznaka posiadała trzy stopnie:
- I stopień – Złota Odznaka „Za Zasługi dla Ochrony Przeciwpożarowej”,
- II stopień – Srebrna Odznaka „Za Zasługi dla Ochrony Przeciwpożarowej”,
- III stopień – Brązowa Odznaka „Za Zasługi dla Ochrony Przeciwpożarowej”.

Zgodnie z rozporządzeniem odznaka mogła być nadana:
1. osobom, które swą pracą i działalnością przyczyniły się w sposób szczególny do rozwoju ochrony przeciwpożarowej, zabezpieczenia życia i mienia obywateli oraz dorobku materialnego i kulturalnego społeczeństwa;
2. osobom, które wyróżniły się w czasie akcji ratowniczej, w szczególności kierującym akcją ratowniczą za skuteczne, śmiałe i pełne inicjatywy przeprowadzenie akcji ratowniczej, oraz uczestnikom akcji, którzy wykazali się inicjatywą w wykonywaniu rozkazów oraz niezwykłą odwagą osobistą.

Odznakę nadawał Minister Spraw Wewnętrznych, na wniosek Komendanta Głównego Państwowej Straży Pożarnej. Przy nadawaniu odznaki powinna być zachowana kolejność w stopniach. Odznaka była nadawana głównie z okazji „Dnia Strażaka”.
W III Rzeczypospolitej odznaka nie jest nadawana. W 1997 roku w jej miejsce została ustanowiona Odznaka „Zasłużony dla Ochrony Przeciwpożarowej”.

## Opis odznaki
Odznaka ma kształt medalu średnicy 36 mm wykonanego z metalu złoconego, srebrzonego lub patynowanego na brązowo. Na awersie znajduje się krzyż maltański, pośrodku którego umieszczony jest wizerunek hełmu strażackiego z głową orła pośrodku i stylizowanymi liśćmi laurowymi w dolnej części; wokół odznaki w otoku znajduje się napis: ZA ZASŁUGI : DLA OCHRONY PRZECIWPOŻAROWEJ. Na rewersie umieszczony jest napis: W / SŁUŻBIE / LUDOWEJ / OJCZYZNY; w otoku znajduje się wieniec ze stylizowanych liści laurowych, a poniżej litery PRL.
Odznaka jest zawieszona na wstążce o szerokości 36 mm z pionowymi paskami: środkowym w kolorze czerwonym o szerokości 16 mm, po bokach w kolorze białym o szerokości 5 mm, a po brzegach w kolorze niebieskim o szerokości 5 mm.
Baretka jest w kolorach wstążki. Odznakę noszono na lewej stronie piersi, po orderach i odznaczeniach państwowych.